# Jéhan de Buhan
Jéhan de Buhan   (Bordeus, 5 d'abril de 1912 - Bordeus, 14 de setembre de 1999) va ser un tirador d'esgrima francès, especialista en floret, que va competir entre les dècades de 1930 i 1950.
El 1948 va prendre part en els Jocs Olímpics d'Estiu de Londres, on disputà dues proves del programa d'esgrima. En ambdues, el floret individual i el floret per equips guanyà la medalla d'or. Quatre anys més tard, als Jocs de Hèlsinki, revalidà la medalla d'or en la prova per equips, mentre en la prova individual fou cinquè. En el seu palmarès també destaquen nou medalles al Campionat del Món d'esgrima, trs d'or, cinc de plata i una de bronze, entre les edicions de 1938 i 1951.